# ダン・デラン
ダン・デラン（Dent d'Hérens）はペンニネアルプス山脈に属する標高4,173 mの山である。山頂はマッターホルンの約4 km西、イタリア・ヴァッレ・ダオスタ州とスイス・ヴァレー州の境界にある。
19世紀半ばまで約7 km北にあるダン・ブランシュと混同されていた。現在のダン・デランの位置にダン・ブランシュと書かれた古い地図もある。
初登頂は1863年8月12日。F.C.グローヴ（Florence Crauford Grove）、W.E.ホール（William Edward Hall）、R.J.S.マクドナルド（Reginald John Somerled Macdonald）、M.ウッドマス（Montagu Woodmass）と、ガイドのM.アンデレッグ（Melchior Anderegg）、J.P.カシャ（Jean-Pierre Cachat）、P.ペレン（Peter Perren）が南西稜から山頂に到達した。